# Natalia Haurylenka
Natalia Haurylenka –en bielorruso, Наталля Гаўрыленка– (13 de agosto de 1986) es una deportista bielorrusa que compitió en remo.
Ganó una medalla de bronce en el Campeonato Mundial de Remo de 2005 y dos medallas en el Campeonato Europeo de Remo, en los años 2009 y 2010.

## Palmarés internacional
| Campeonato Mundial | Campeonato Mundial          | Campeonato Mundial | Campeonato Mundial |
| Año                | Lugar                       | Medalla            | Prueba             |
| ------------------ | --------------------------- | ------------------ | ------------------ |
| 2005               | Kaizu (Japón)               | Medalla de bronce  | Cuatro sin timonel |
| Campeonato Europeo |                             |                    |                    |
| Año                | Lugar                       | Medalla            | Prueba             |
| 2009               | Brest (Bielorrusia)         | Medalla de plata   | Ocho con timonel   |
| 2010               | Montemor-o-Velho (Portugal) | Medalla de oro     | Cuatro sin timonel |